# Hydrocena cattaroense
Hydrocena cattaroense är en snäckart som först beskrevs av Ludwig Pfeiffer 1841.  Hydrocena cattaroense ingår i släktet Hydrocena och familjen Hydrocenidae. Inga underarter finns listade i Catalogue of Life.

## Bildgalleri